# Amine Gouiri
Amine Ferid Gouiri (Bourgoin-Jallieu, 16 februari 2000) is een Frans voetballer van Algerijnse afkomst die doorgaans als aanvaller uitkomt. Hij verruide OGC Nice in september 2022 voor Stade Rennais.

## Clubcarrière

### Olympique Lyon
Gouiri speelde in de jeugd voor Isle d'Abeau FC en FC Bourgoin-Jallieu en werd in 2013 opgenomen in de jeugdopleiding van Olympique Lyon. Hiervoor debuteerde hij op 19 november 2017 in het eerste elftal. Hij viel die dag in de 73e minuut in voor Tanguy Ndombele tijdens een competitiewedstrijd thuis tegen Montpellier HSC (eindstand: 0–0). Zijn Europese debuut volgde op 7 december 2017, tijdens een met 1–0 verloren wedstrijd in de Europa League uit tegen Atalanta Bergamo. In zijn eerste seizoen in de Ligue 1 kwam hij tot zeven optredens. De daaropvolgende twee seizoenen moest Gouiri het vooral stellen met wedstrijden in het tweede elftal, waarvoor hij 33 keer speelde en 14 keer scoorde in de Championnat National 2, het vierde Franse niveau.

### OGC Nice
Gouiri verruilde Lyon op 1 juli 2020 voor OGC Nice. Dat betaalde 7 miljoen euro voor zijn diensten. Hij kwam hier te spelen onder coach Adrian Ursea, die vanaf de eerste dag een basisspeler in hem zag. Gouiri scoorde tijdens de openingswedstrijd van het seizoen twee keer en zorgde daarmee voor een 2–1 overwinning op RC Lens. Hij speelde dat seizoen 34 competitieronden, waarvan 31 vanaf de aftrap. Hij maakte 16 doelpunten, waarvan ook 4 in de Europa League. Gouiri kreeg in 2021/22 te maken met een nieuwe coach, Christophe Galtier. Ook die zag het in hem zitten. Hij speelde dat seizoen alle wedstrijden in de Ligue 1 en haalde scorend opnieuw dubbele cijfers. Nice en hij eindigden op de vijfde plaats en behaalden dat jaar ook de finale van de Coupe de France. Hij scoorde in de kwartfinale tegen Olympique Marseille en in de halve finale tegen Versailles.

### Stade Rennais
Gouiri begon seizoen 2022/23 nog bij Nice, maar tekende op 1 september 2022 bij Stade Rennais. Tegelijkertijd bewandelde Gaëtan Laborde de omgekeerde weg. Gouiri werd bij Rennais herenigd met coach Bruno Génésio, die hem in november 2017 had laten debuteren bij Olympique Lyon. Hij speelde dat jaar 33 competitiewedstrijden, waarin hij 15 keer scoorde. Hij hielp zo als clubtopscorer mee aan het bereiken van de vierde plaats in de Ligue 1.

## Clubstatistieken
| Seizoen | Club           | Competitie | Competitie | Competitie | Beker | Beker | Internationaal | Internationaal | Totaal | Totaal |
| Seizoen | Club           | Competitie | Wed.       | Dlp.       | Wed.  | Dlp.  | Wed.           | Dlp.           | Wed.   | Dlp.   |
| ------- | -------------- | ---------- | ---------- | ---------- | ----- | ----- | -------------- | -------------- | ------ | ------ |
| 2017/18 | Olympique Lyon | Ligue 1    | 7          | 0          | 2     | 0     | 1              | 0              | 10     | 0      |
| 2018/19 | Olympique Lyon | Ligue 1    | 0          | 0          | 0     | 0     | 0              | 0              | 0      | 0      |
| 2019/20 | Olympique Lyon | Ligue 1    | 1          | 0          | 3     | 0     | 1              | 0              | 5      | 0      |
| 2020/21 | OGC Nice       | Ligue 1    | 34         | 12         | 2     | 0     | 5              | 4              | 41     | 16     |
| 2021/22 | OGC Nice       | Ligue 1    | 38         | 10         | 5     | 2     | –              | –              | 43     | 12     |
| 2022/23 | OGC Nice       | Ligue 1    | 3          | 0          | 0     | 0     | 2              | 0              | 5      | 0      |
| 2022/23 | Stade Rennais  | Ligue 1    | 33         | 15         | 2     | 0     | 7              | 2              | 42     | 17     |
| Totaal  | Totaal         | Totaal     | 116        | 37         | 14    | 2     | 16             | 6              | 146    | 45     |

Bijgewerkt op 12 juli 2023

## Interlandcarrière
Gouiri maakte deel uit van verschillende Franse nationale jeugdselecties. Hij nam met Frankrijk –17 deel aan zowel het EK –17 als het WK –17 van 2017. Hij maakte op het EK acht doelpunten in vier wedstrijden en werd daarmee topscorer van het toernooi. Hij scoorde eerder onder meer vijf keer in één wedstrijd tijdens een met 5–1 gewonnen oefenwedstrijd tegen België –17. Gouiri nam met Frankrijk –20 deel aan het WK –20 van 2019. Hij scoorde in drie van de vier wedstrijden die zijn team in het toernooi zat. Coach Sylvain haalde Gouiri op zijn negentiende bij Frankrijk –21. Dat stelde hem in staat om op zowel het EK –21 van 2021 als het EK –21 van 2023 te spelen.
1 Gallon ·
2 Hateboer ·
3 Truffert ·
4 Wooh ·
5 Theate ·
6 Matusiwa ·
7 Grønbaek ·
8 Santamaria ·
9 Kalimuendo ·
10 Gouiri ·
11 Blas ·
14 Bourigeaud ·
22 Assignon ·
23 Omari ·
28 Kamara ·
30 Mandanda  ·
33 D. Doué ·
34 Salah ·
36 Seidu ·
38 Jaouab ·
39 Lambourde ·
40 Lembet ·
41 Do Marcolino ·
43 Nagida ·
55 Østigård ·
80 Alemdar ·
Coach: Génésio
· Keeperstrainer: Sorin